# Liste der Companions of the Order of Canada
Die Auszeichnung Companion of the Order of Canada ist die höchste Stufe des Order of Canada, Kanadas höchster Auszeichnung für Zivilpersonen. Seine Träger (Companions) haben größte Verdienste um Kanada und die Menschheit auf nationaler oder internationaler Ebene erworben. Jedes Jahr werden bis zu 15 Companions ernannt. Die Gesamtzahl der lebenden kanadischen Träger zu jedem beliebigen Zeitpunkt ist auf 165 begrenzt. Die Träger sind berechtigt, den Namenszusatz C.C. zu führen, übliche Form CC. Zum 27. Juli 2015 gab es 142 lebende kanadische Companions und 2 nicht-kanadische. Die folgende Liste zeigt alle lebenden und verstorbenen Companions in alphabetischer Reihenfolge.

## A
1. Karim Aga Khan IV. (1936–2025)
2. John Black Aird (1923–1995)
3. Pierrette Alarie (1921–2011)
4. Lincoln Alexander (1922–2012)
5. Jean Victor Allard (1913–1996)
6. Stacey Allaster (1963–)
7. Howard Alper (1941–)
8. Doris Anderson (1921–2007)
9. Brenda Andrews (1957–)
10. Louis Applebaum (1918–2000)
11. Louise Arbour (1947–)
12. Denys Arcand (1941–)
13. Edgar Archibald (1885–1968)
14. Eric Arthur (1898–1982)
15. James Arthur (1944–)
16. Kenojuak Ashevak (1927–2013)
17. Margaret Atwood (1939–)
18. Lloyd Axworthy (1939–)

## B
1. Edwin Baker (1893–1968)
2. Charles Band (1889–1968)
3. Marius Barbeau (1883–1969)
4. Lloyd Barber (1932–2011)
5. Henry J. M. Barnett (1922–2016)
6. John Bassett (1915–1998)
7. Michel Bastarache (1947–)
8. Thomas J. Bata (1914–2008)
9. Iain Baxter (1936–)
10. Laurent Beaudoin (1938–)
11. Jean Beetz (1927–1991)
12. Monique Bégin (1936–2023)
13. Michel Bélanger (1929–1997)
14. Jean Béliveau (1931–2014)
15. Robert Edward Bell (1918–1992)
16. Agnes Benidickson (1920–2007)
17. Avie Bennett (1928–2017)
18. Mario Bernardi (1930–2013)
19. Pierre Berton (1920–2004)
20. Claude Bertrand (1917–2014)
21. Janette Bertrand (1925–)
22. Charles Best (1899–1978)
23. Ian Binnie (1939–)
24. Florence Bird (1908–1998)
25. Claude Bissell (1916–2000)
26. S. Robert Blair (1929–2009)
27. Marie-Claire Blais (1939–2021)
28. Roger Blais (1926–2009)
29. Jean Sutherland Boggs (1922–2014)
30. Roberta Bondar (1945–)
31. Gerald Bouey (1920–2004)
32. Boutros Boutros-Ghali (1922–2016)
33. William Boyd (1885–1979)
34. Willard Boyle (1924–2011)
35. John Ross Bradfield (1899–1983)
36. François-Philippe Brais (1894–1972)
37. Yvette Brind’Amour (1918–1992)
38. Ed Broadbent (1936–2024)
39. Bertram Brockhouse (1918–2003)
40. Charles Rosner Bronfman (1931–)
41. Samuel Bronfman (1891–1971)
42. Robert Bryce (1910–1997)
43. E. L. M. Burns (1897–1985)

## C
1. Marcel Cadieux (1915–1981)
2. Morley Callaghan (1903–1990)
3. June Callwood (1924–2007)
4. James Cameron (1954–)
5. Kim Campbell (1947–)
6. Thane A. Campbell (1895–1978)
7. Gerald Emmett Carter (1912–2003)
8. John Cartwright (1895–1979)
9. Thérèse Casgrain (1896–1981)
10. Claude Castonguay (1929–2020)
11. Clifford Chadderton (1919–2013)
12. Floyd Chalmers (1898–1993)
13. Joan Chalmers (1928–2016)
14. Gretta Chambers (1927–2017)
15. Louise Charron (1951–)
16. John de Chastelain (1937–)
17. Lionel Chevrier (1903–1987)
18. Ludmilla Chiriaeff (1924–1996)
19. Brock Chisholm (1896–1971)
20. Fernand Choquette (1895–1975)
21. Robert Choquette (1905–1991)
22. Jean Chrétien (1934–)
23. Raymond Chrétien (1942–)
24. Joe Clark (1939–)
25. Howard Clark (1903–1983)
26. Adrienne Clarkson (1939–)
27. Gilles Cloutier (1928–2014)
28. John Clyne (1902–1989)
29. Reuben Cohen (1921–2014)
30. Leonard Cohen (1934–2016)
31. George Cohon (1937–2023)
32. Major James Coldwell (1888–1974)
33. Alex Colville (1920–2013)
34. Harold Copp (1915–1998)
35. Clément Cormier (1910–1987)
36. James Corry (1899–1985)
37. Peter Cory (1925–2020)
38. H. S. M. Coxeter (1907–2003)
39. Purdy Crawford (1931–2014)
40. Donald Creighton (1902–1979)
41. Paul-André Crépeau (1926–2011)
42. Thomas Crerar (1876–1975)
43. Thomas Cromwell (1952–)
44. David Cronenberg (1943–)
45. Richard Cruess (1929–)
46. Buck Crump (1904–1989)
47. E.M. Culliton (1906–1991)
48. David Culver (1924–2017)
49. Balfour Currie (1902–1981)

## D
1. Camille Dagenais (1920–2016)
2. Roy Daniells (1902–1979)
3. Pierre Dansereau (1911–2011)
4. Barney Danson (1921–2011)
5. Paul David (1919–1999)
6. George Forrester Davidson (1909–1995)
7. Robertson Davies (1913–1995)
8. Bill Davis (1929–2021)
9. Natalie Zemon Davis (1928–2023)
10. Robert Defries (1889–1975)
11. Rock Demers (1933–2021)
12. Marie Deschamps (1952–)
13. Jules Deschênes (1923–2000)
14. Paul Desmarais (1927–2013)
15. John Deutsch (1911–1976)
16. Jacques Dextraze (1919–1993)
17. Jack Diamond (1909–2001)
18. Brian Dickson (1916–1998)
19. Céline Dion (1968–)
20. Tommy Douglas (1904–1986)
21. Charles George Drake (1920–1998)
22. Jean Drapeau (1916–1999)
23. George Drew (1894–1973)
24. Richard Drouin (1932–)
25. Arnold Davidson Dunton (1912–1987)
26. Pierre Dupuy (1896–1969)

## E
1. Atom Egoyan (1960–)
2. HM Queen Elizabeth the Queen Mother (1900–2002)
3. Arthur Erickson (1924–2009)
4. Willard Estey (1919–2002)
5. John Robert Evans (1929–2015)

## F
1. Ellen Fairclough (1905–2004)
2. Marcel Faribault (1908–1972)
3. Gérald Fauteux (1900–1980)
4. Denise Filiatrault (1931–)
5. Gérard Filion (1909–2005)
6. Morris Fish (1938–)
7. George Bernard Flahiff (1905–1989)
8. James Fleck (1931–)
9. Ross Flemington (1897–1971)
10. Robert Ford (1915–1998)
11. Maureen Forrester (1930–2010)
12. Eugene Forsey (1904–1991)
13. Claude Fortier (1921–1986)
14. Yves Fortier (1935–)
15. Charles Foulkes (1903–1969)
16. Terry Fox (1958–1981)
17. Celia Franca (1921–2007)
18. Ruth Frankel (1903–1989)
19. Ursula Franklin (1921–2016)
20. Armand Frappier (1904–1991)
21. Whit Fraser (1942–)
22. Rowland Frazee (1921–2007)
23. Martin Friedland (1932–)
24. Henry Friesen (1934–2025)
25. Leslie Frost (1895–1973)
26. Northrop Frye (1912–1991)
27. William Fyfe (1927–2013)

## G
1. Walter Gage (1922–1978)
2. George Alexander Gale (1906–1997)
3. Mavis Gallant (1922–2014)
4. Marc Garneau (1949–2025)
5. Stuart Garson (1898–1977)
6. Jean Gascon (1920–1988)
7. Roger Gaudry (1913–2001)
8. William-Henry Gauvin (1913–1994)
9. Frank Gehry (1929–)
10. Arthur Gelber (1915–1998)
11. Gratien Gélinas (1909–1999)
12. Pierre Gendron (1916–1984)
13. Jacques Genest (1919–2018)
14. Paul Gérin-Lajoie (1920–2018)
15. Reva Gerstein (1917–2020)
16. Paul-Antoine Giguère (1910–1987)
17. Gustave Gingras (1918–1996)
18. Émile Girardin (1895–1982)
19. Roland Giroux (1913–1991)
20. Phil Gold (1936–)
21. Victor Goldbloom (1923–2016)
22. Nicholas Goldschmidt (1908–2004)
23. Charles D. Gonthier (1928–2009)
24. Donald Gordon (1901–1969)
25. Walter L. Gordon (1906–1987)
26. Joseph Gosnell Sr. (1936–2020)
27. Allan Gotlieb (1928–2020)
28. Duncan Archibald Graham (1882–1974)
29. Alain Grandbois (1900–1975)
30. A. Jean de Grandpré (1921–2022)
31. Louis-Philippe de Grandpré (1917–2008)
32. Herb Gray (1931–2014)
33. James Lorne Gray (1913–1987)
34. Wayne Gretzky (1961–)
35. Roger Guindon (1920–2012)
36. Peter Gzowski (1934–2002)

## H
1. Ian Hacking (1936–2023)
2. Emmett Matthew Hall (1898–1995)
3. Francess Halpenny (1919–2017)
4. Rick Hansen (1957–)
5. Kenneth Hare (1919–2002)
6. Stephen Harper (1959–)
7. Lawren Harris (1885–1970)
8. James M. Harrison (1915–1990)
9. Evelyn Hart (1956–)
10. Václav Havel (1936–2011)
11. Frank Hawthorne (1946–)
12. Frank Hayden (1930–)
13. Anne Hébert (1916–2000)
14. Arnold Heeney (1902–1970)
15. Gordon Henderson (1912–1993)
16. Martha Henry (1938–2021)
17. Ben Heppner (1956–)
18. Peter Herrndorf (1940–2023)
19. Gerhard Herzberg (1904–1999)
20. Angela Hewitt (1958–)
21. Henry Hicks (1915–1990)
22. Geoffrey Hinton (1947–)
23. Lotta Hitschmanova (1909–1990)
24. Gerda Hnatyshyn (1935–2023)
25. Ray Hnatyshyn (1934–2002)
26. Helen Hogg (1905–1993)
27. Peter Hogg (1939–2020)
28. Harley Hotchkiss (1927–2011)
29. William Hutt (1920–2007)

## I
1. Frank Iacobucci (1937–)
2. George Ignatieff (1913–1989)
3. Richard M. Ivey (1925–2019)

## J
1. A. Y. Jackson (1882–1972)
2. Tom Jackson (1948–)
3. Stephen A. Jarislowsky (1925–)
4. Michaëlle Jean (1957–)
5. Diamond Jenness (1886–1969)
6. Norman Jewison (1926–2024)
7. Raoul Jobin (1906–1974)
8. Albert Wesley Johnson (1923–2010)
9. David Johnston (1941–)
10. Sharon Johnston (1943–)
11. Wilfred Judson (1902–1980)

## K
1. Karen Kain (1951–)
2. Yousuf Karsh (1908–2002)
3. Victoria Kaspi (1967–)
4. Hugh Llewellyn Keenleyside (1898–1992)
5. Roy Kellock (1893–1975)
6. Thomas Worrall Kent (1922–2011)
7. Larkin Kerwin (1924–2004)
8. Thomas King (1943–)
9. Raymond Klibansky (1905–2005)
10. Walter Koerner (1898–1995)
11. Arthur Kroeger (1932–2008)

## L
1. Claire L'Heureux-Dubé (1927–)
2. Gérard La Forest (1926–)
3. Huguette Labelle (1939–)
4. Luc Lacourcière (1910–1989)
5. Jean-Daniel Lafond (1944–)
6. Phyllis Lambert (1927–)
7. Antonio Lamer (1933–2007)
8. Roger Landry (1934–2020)
9. Robert Langlands (1936–)
10. Renaude Lapointe (1912–2002)
11. Bora Laskin (1912–1984)
12. Margaret Laurence (1926–1987)
13. Louis LeBel (1939–2023)
14. Gerald Le Dain (1924–2007)
15. Diana Fowler LeBlanc (1940–)
16. Roméo LeBlanc (1927–2009)
17. Charles Leblond (1910–2007)
18. Maurice LeClair (1927–2020)
19. Gabrielle Léger (1917–1998)
20. Jules Léger (1913–1980)
21. Paul-Émile Kardinal Léger (1904–1991)
22. Robert Legget (1904–1994)
23. Roger Lemelin (1919–1992)
24. Jean Paul Lemieux (1904–1990)
25. Raymond U. Lemieux (1920–2000)
26. Robert Lepage (1957–)
27. Jean Lesage (1912–1980)
28. Georges-Henri Lévesque (1903–2000)
29. David Lewis (1909–1981)
30. Stephen Lewis (1937–)
31. Bennett Lewis (1908–1987)
32. Gordon Lightfoot (1938–2023)
33. Arthur Lismer (1885–1969)
34. Charles Locke (1887–1980)
35. Barbara Sherwood Lollar (1963–)
36. Bernard Lonergan (1904–1984)
37. Peter Lougheed (1928–2012)
38. Arthur R. M. Lower (1889–1988)

## M
1. John MacAulay (1895–1978)
2. Brian Macdonald (1928–2014)
3. Donald Stovel Macdonald (1932–2018)
4. Flora Isabel MacDonald (1926–2015)
5. Ronald St. John Macdonald (1928–2006)
6. James MacDonnell (1884–1973)
7. Jack Mackenzie (1888–1984)
8. Norman MacKenzie (1894–1986)
9. William Archibald Mackintosh (1895–1970)
10. Hugh MacLennan (1907–1990)
11. Ernest MacMillan (1893–1973)
12. H. R. MacMillan (1885–1976)
13. Margaret MacMillan (1943–)
14. Norman John MacMillan (1909–1978)
15. Antonine Maillet (1929–2025)
16. John C. Major (1931–)
17. Nelson Mandela (1918–2013)
18. Ernest Manning (1908–1996)
19. Preston Manning (1942–)
20. Jean Marchand (1918–1988)
21. Léo Marion (1899–1979)
22. Lois Marshall (1925–1997)
23. Yann Martel (1963–)
24. Claire Martin (1914–2014)
25. Goldwyn Arthur Martin (1913–2001)
26. Paul Joseph James Martin (1903–1992)
27. Paul Martin (1938–)
28. Jean Martineau (1895–1985)
29. Ronald Martland (1909–1997)
30. Vincent Massey (1887–1967)
31. Donald Mazankowski (1935–2020)
32. Harrison McCain (1927–2004)
33. Margaret McCain (1934–)
34. Wallace McCain (1930–2011)
35. Jack McClelland (1922–2004)
36. Robert Baird McClure (1900–1991)
37. Arthur B. McDonald (1943–)
38. Pauline Mills McGibbon (1910–2001)
39. Gordon McGregor (1901–1971)
40. William McIntyre (1918–2009)
41. Hector McKinnon (1891–1981)
42. Beverley McLachlin (1943–)
43. Norman McLaren (1914–1987)
44. Samuel McLaughlin (1871–1972)
45. Marshall McLuhan (1911–1980)
46. John Babbitt McNair (1889–1968)
47. Donald Malcolm McRae (1944–)
48. John Meisel (1923–)
49. L. Jacques Ménard (1946–2020)
50. Monique Mercure (1930–2020)
51. Lorne Michaels (1944–)
52. Norah Evangeline Michener (1901–1987)
53. Roland Michener (1900–1991)
54. Albert Millaire (1935–2018)
55. Frank Robert Miller (1908–1997)
56. Brenda Milner (1918–)
57. H.R. Milner (1889–1975)
58. Joni Mitchell (1943–)
59. Mavor Moore (1919–2006)
60. Moses Morgan (1917–1995)
61. Raymond Moriyama (1929–2023)
62. Joseph Morris (1913–1996)
63. Philip Mountbatten, Duke of Edinburgh (1921–2021)
64. Charles III. (1948–)
65. Brian Mulroney (1939–2024)
66. Robert Mundell (1932–2021)
67. Peter Munk (1927–2018)
68. Anne Murray (1945–)
69. Donald Walter Gordon Murray (1894–1976)
70. Helen Mussallem (1915–2012)
71. Fraser Mustard (1927–2011)

## N
1. Hilda Neatby (1904–1975)
2. Nathaniel Nemetz (1913–1997)
3. Peter C. Newman (1929–2023)
4. Yannick Nézet-Séguin (1975–)
5. John Lang Nichol (1924–2020)

## O
1. Cornelia Oberlander (1921–2021)
2. Alanis Obomsawin (1932–)
3. Huguette Oligny (1922–2013)
4. Betty Oliphant (1918–2004)
5. Michael Ondaatje (1943–)
6. Gordon Osbaldeston (1930–2019)
7. Bernard Ostry (1927–2006)
8. Sylvia Ostry (1927–2020)
9. Alphonse Ouimet (1908–1988)
10. Leonard Outerbridge (1888–1986)

## P
1. P. K. Page (1916–2010)
2. Jean Papineau-Couture (1916–2000)
3. Jean-Guy Paquet (1938–)
4. Alphonse-Marie Parent (1906–1970)
5. John Parkin (1922–1988)
6. Julie Payette (1963–)
7. George Randolph Pearkes (1888–1984)
8. Lester Pearson (1897–1972)
9. James Peebles (1935–)
10. Alfred Pellan (1906–1988)
11. Gérard Pelletier (1919–1997)
12. Wilfrid Pelletier (1896–1982)
13. Wilder Penfield (1891–1976)
14. Jean-Luc Pépin (1924–1995)
15. Oscar Peterson (1925–2007)
16. Chantal Petitclerc (1969–)
17. Laurent Picard (1927–2012)
18. Jack Pickersgill (1905–1997)
19. Louis-Philippe Pigeon (1905–1986)
20. Gordon Pinsent (1930–2023)
21. Gunther Plaut (1912–2012)
22. Christopher Plummer (1929–2021)
23. John C. Polanyi (1929–)
24. Adrien Pouliot (1896–1980)
25. Richard Pound (1942–)
26. Christopher Pratt (1935–2022)
27. Mary Pratt (1935–2018)

## Q
1. Juda Quastel (1899–1987)
2. Louis Quilico (1925–2000)

## R
1. Bob Rae (1948–)
2. Ivan Rand (1884–1969)
3. Louis Rasminsky (1908–1998)
4. Hubert Reeves (1932–2023)
5. Louis-Marie Régis (1903–1988)
6. Escott Reid (1905–1999)
7. Maurice Richard (1921–2000)
8. Kathleen M. Richardson (1928–2019)
9. Mordecai Richler (1931–2001)
10. Jean-Paul Riopelle (1923–2002)
11. Edgar Ritchie (1916–2002)
12. Charles Stewart Almon Ritchie (1906–1995)
13. Roland Ritchie (1910–1988)
14. John Robarts (1917–1982)
15. Robert Gordon Robertson (1917–2013)
16. Rocke Robertson (1912–1998)
17. Norman Robertson (1904–1968)
18. Louis Robichaud (1925–2005)
19. John Josiah Robinette (1906–1996)
20. Dufferin Roblin (1917–2010)
21. Guy Rocher (1924–)
22. Chester Ronning (1894–1984)
23. Ghislaine Roquet (1926–2016)
24. Janet Rossant (1950–)
25. Marshall Rothstein (1940–)
26. Alfred Rouleau (1915–1985)
27. Joseph Rouleau (1929–2019)
28. Roger Rousseau (1921–1986)
29. Jean-Louis Roux (1923–2013)
30. Gabrielle Roy (1909–1983)
31. Maurice Roy (1905–1985)
32. Peter H. Russell (1932–2024)
33. Claude Ryan (1925–2004)

## S
1. Buffy Sainte-Marie (1941–) aberkannt 2025.
2. Guy Saint-Pierre (1934–2022)
3. Mosche Safdie (1938–)
4. Robert B. Salter (1924–2010)
5. John Ralston Saul (1947–)
6. Lucien Saulnier (1916–1989)
7. Jeanne Sauvé (1922–1993)
8. Maurice Sauvé (1923–1992)
9. Donald J. Savoie (1947–)
10. R. Murray Schafer (1933–2021)
11. Edward Schreyer (1935–)
12. Lily Schreyer (1938–)
13. Edward Scott (1919–2004)
14. Frank Scott (1899–1985)
15. Charles Scriver (1930–2023)
16. Joseph Sedgwick (1898–1981)
17. Fernand Seguin (1922–1988)
18. Hans Selye (1907–1982)
19. Mitchell Sharp (1911–2004)
20. Robert Fletcher Shaw (1910–2001)
21. Carol Shields (1935–2003)
22. Louis Siminovitch (1920–2021)
23. Mary Simon (1947–)
24. Guy Simonds (1903–1974)
25. Léopold Simoneau (1916–2006)
26. Murray Sinclair (1951–)
27. Joey Smallwood (1900–1991)
28. Michael Smith (1932–2000)
29. Michael Snow (1928–2023)
30. Omond Solandt (1909–1993)
31. Harry Somers (1925–1999)
32. Margaret Southern (1931–)
33. Ron Southern (1930–2016)
34. Wishart Spence (1904–1998)
35. John Spinks (1908–1997)
36. Arnold Spohr (1927–2010)
37. Graham Spry (1900–1983)
38. Louis St. Laurent (1882–1973)
39. George F.G. Stanley (1907–2002)
40. Robert Steadward (1946–)
41. William Stevenson (1897–1989)
42. Maurice Strong (1929–2015)
43. Janine Sutto (1921–2017)
44. David Suzuki (1936–)
45. Thomas Symons (1929–2021)
46. Donald Sutherland (1935–2024)
47. Donna Strickland (1959–)

## T
1. Robert Taschereau (1896–1970)
2. Charles Taylor (1931–)
3. Richard E. Taylor (1929–2018)
4. Paul Tellier (1939–)
5. Veronica Tennant (1946–)
6. Mark Tewksbury (1968–)
7. Henry George Thode (1910–1997)
8. Walter P. Thompson (1889–1970)
9. Shirley Thomson (1930–2010)
10. Paul Thorlakson (1895–1989)
11. Graham Towers (1897–1975)
12. Pierre Trudeau (1919–2000)
13. Marcel Trudel (1917–2011)
14. John Turner (1929–2020)
15. William Twaits (1910–1985)

## V
1. Louis-Albert Vachon (1912–2006)
2. Jean Vanier (1928–2019)
3. Pauline Vanier (1898–1991)
4. Murray Vaughan (1900–1986)
5. Jon Vickers (1926–2015)
6. Marcel Vincent (1907–1992)

## W
1. Patrick Watson (1929–2022)
2. Ronald Lampman Watts (1929–2015)
3. L. Dana Wilgress (1892–1969)
4. Healey Willan (1880–1968)
5. Bertha Wilson (1923–2007)
6. John Tuzo Wilson (1908–1993)
7. Lois Miriam Wilson (1927–)
8. Michael Wilson (1937–2019)
9. Harold Wright (1908–1997)

## Y
1. Maxwell Yalden (1930–2015)